# بيت معياد (صنعاء)

تعديل مصدري - تعديل

حي بيت معياد أحد أحياء مديرية السبعين في مدينة صنعاء اليمنية، بلغ عدد سكانه 17519 نسمة حسب التعداد السكاني في اليمن لعام 2004.

## الحارات
| الحارة             | عدد المساكن | عدد الأسر | الذكور | الأناث | الإجمالي |
| ------------------ | ----------- | --------- | ------ | ------ | -------- |
| حارة دار الرعاية   | 483         | 481       | 1770   | 1550   | 3320     |
| حارة بلال          | 664         | 607       | 2178   | 2032   | 4210     |
| حارة الحسين بن علي | 1613        | 1509      | 5520   | 4469   | 9989     |
| الإجمالي           | 2760        | 2597      | 9468   | 8051   | 17519    |